# Liste der Baudenkmäler in Odenthal
Die Liste der Baudenkmäler in Odenthal enthält die denkmalgeschützten Bauwerke auf dem Gebiet der Gemeinde Odenthal im Rheinisch-Bergischen Kreis in Nordrhein-Westfalen (Stand: Mai 2021). Diese Baudenkmäler sind in der Denkmalliste der Gemeinde Odenthal eingetragen; Grundlage für die Aufnahme ist das Denkmalschutzgesetz Nordrhein-Westfalen (DSchG NRW).

| Bild                        | Bezeichnung                                      | Lage                                                                            | Beschreibung | Bauzeit                                                       | Eingetragen seit | Denkmal- nummer |
| --------------------------- | ------------------------------------------------ | ------------------------------------------------------------------------------- | --- | ------------------------------------------------------------- | ---------------- | --------------- |
| weitere Bilder              | Schloss Osenau                                   | Osenau Osenauer Straße 18 Karte                                                 | | ca. 1900                                                      | 17.12.1981       | 1               |
| weitere Bilder              | Zweiflügelige Fachwerkhofanlage                  | Küchenberg Grüner Weg 27 Karte                                                  | | ca. 1858 (Wohnhaus) ca. 1800 (Scheune)                        | 17.12.1981       | 2               |
| weitere Bilder              | Wegekreuz                                        | Oberborsbach gegenüber Obersbacher Str. 59 Karte                                | Wegekreuz mit Kruzifix und Stiftungsinschrift: „JOH. PETTER WENDER-SCHLADE HAT DAS CRUZ ZU EHREN GOTES SEZEN LASSEN AUF BORSBACHER HOF ANNO 1790“ | 1790                                                          | 05.05.1982       | 3               |
| weitere Bilder              | Wegekreuz                                        | Feld Neschener Straße / Feld Karte                                              | Wegekreuz mit Kruzifix, Inschrift: „Errichtet im Jahre des Heils 1911“ | 1911                                                          | 05.08.1982       | 4               |
| weitere Bilder              | Küchenhof                                        | Altenberg Carl-Mosters-Str. 1 Karte                                             | ehem. Wirtschaftshof, seit 1983 Begegnungsstätte | 1755                                                          | 15.10.1982       | 5               |
| weitere Bilder              | Tor "Marienpforte"                               | Altenberg Eugen-Heinen-Platz, zw. Nr. 3 und 5 Karte                             | | um 1750                                                       | 21.12.1982       | 6               |
| weitere Bilder              | Backhaus                                         | Oberkirsbach Oberkirsbach 1 Karte                                               | |                                                               | 21.12.1982       | 7               |
| Ehem. Zisterzienserabtei    | Ehem. Zisterzienserabtei                         | Altenberg Eugen-Heinen-Platz 2 Karte                                            | | 1682–1692                                                     | 19.10.1983       | 8               |
| weitere Bilder              | Priorsbau                                        | Altenberg Ludwig-Wolker-Straße 14 Karte                                         | | 1776                                                          | 19.10.1983       | 9               |
| weitere Bilder              | Markuskapelle                                    | Altenberg an Carl-Mosters-Str. 1 Karte                                          | | 1222                                                          | 19.10.1983       | 10              |
| weitere Bilder              | Gartenhaus                                       | Altenberg Ludwig-Wolker-Str. 2 Karte                                            | | Ende 18. Jahrhundert                                          | 19.10.1983       | 11              |
| weitere Bilder              | Klostermauer                                     | Altenberg Karte                                                                 | | 1600                                                          | 19.10.1983       | 12              |
| weitere Bilder              | Hotel „Zur Post“                                 | Odenthal Altenberger-Dom-Straße 23 Karte                                        | | Ende 19. Jahrhundert                                          | 19.10.1983       | 13              |
| weitere Bilder              | Altes Brauhaus                                   | Altenberg Eugen-Heinen-Platz 1-3 Karte                                          | | 1700                                                          | 19.10.1983       | 14              |
| Altenberger Hof             | Altenberger Hof                                  | Altenberg Eugen-Heinen-Platz 7 Karte                                            | | 1752                                                          | 19.10.1983       | 15              |
| weitere Bilder              | Ehem. Fachwerkhof, 2-geschossig                  | Odenthal Altenberger-Dom-Straße 25 Karte                                        | | Anfang 19. Jahrhundert                                        | 19.10.1983       | 16              |
| weitere Bilder              | Romanische Pfeilerbasilika St. Pankratius        | Odenthal Altenberger-Dom-Straße 37 Karte                                        | | 11.–12. Jahrhundert                                           | 19.10.1983       | 17              |
| BW                          | St. Pankratius, Kirchenglocke                    | Odenthal Altenberger-Dom-Straße 37 Karte                                        | | Mitte 11. Jahrhundert                                         | 20.10.1983       | 18              |
| weitere Bilder              | ehem. Küsterhaus                                 | Odenthal Dorfstraße 14 Karte                                                    | |                                                               | 20.10.1983       | 19              |
| weitere Bilder              | ehem. Schule (Pfarrheim)                         | Odenthal Dorfstraße 4/6 Karte                                                   | | Anfang 19. Jahrhundert                                        | 20.10.1983       | 20              |
| weitere Bilder              | Heiligenhäuschen                                 | Odenthal Dorfstraße Karte                                                       | | 1810                                                          | 20.10.1983       | 21              |
| weitere Bilder              | Flurkapelle St. Maria                            | Odenthal Altenberger-Dom-Straße Karte                                           | | 1697                                                          | 20.10.1983       | 22              |
| weitere Bilder              | Bergisches Haus                                  | Odenthal Dorfstraße 12 Karte                                                    | | 18.–19. Jahrhundert                                           | 20.10.1983       | 23              |
| weitere Bilder              | Alter Kirchhof um die Kirche                     | Odenthal Altenberger-Dom-Straße Karte                                           | | 17.–19. Jahrhundert                                           | 21.10.1983       | 24              |
| Pfarrhaus (Pastorat)        | Pfarrhaus (Pastorat)                             | Odenthal Altenberger-Dom-Straße 51 Karte                                        | |                                                               | 21.10.1983       | 25              |
| weitere Bilder              | Fachwerk Geschossbau                             | Osenau Untere Conrad-Valdor-Straße 1 Karte                                      | | 19. Jahrhundert                                               | 21.10.1983       | 26              |
| weitere Bilder              | Haus Leye                                        | Leye Leye 1 Karte                                                               | | 19. Jahrhundert                                               | 21.10.1983       | 27              |
| weitere Bilder              | Osenauer Hof                                     | Osenau Osenauer Straße 20 Karte                                                 | | 18. Jahrhundert                                               | 12.01.1984       | 28              |
| weitere Bilder              | 2-geschossiges Fachwerkhaus                      | Lanzemich Am Brunnen 1 Karte                                                    | | 18. Jahrhundert                                               | 24.10.1983       | 29              |
| weitere Bilder              | 2-geschossiger Fachwerkbau                       | Odenthal Aue 1 Karte                                                            | | Anfang 19. Jahrhundert                                        | 24.10.1983       | 30              |
| weitere Bilder              | Wegekreuz                                        | Voiswinkel Odenthaler Straße / Kreuzweg Karte                                   | Wegekreuz mit Kruzifix und Stiftungsinschrift: „ERRICHTET VON DEN EHELEUTEN GERHARD LINDLAR UND MARGARETHA POLS ZU VOISWINKEL DEN 9. NOBR. 1840“ | 1840                                                          | 24.10.1983       | 31              |
| weitere Bilder              | Meutemühle                                       | Meute Meute 1 Karte                                                             | | ab 1820                                                       | 24.10.1983       | 32              |
| weitere Bilder              | Burg Strauweiler                                 | Odenthal Strauweiler 1 Karte                                                    | | 1. Hälfte 15. Jahrhundert bis 16. Jahrhundert 17. Jahrhundert | 24.10.1983       | 33              |
| weitere Bilder              | Wegekreuz                                        | Hüttchen vor Am Stragholzer Kreuz 2 Karte                                       | Wegekreuz mit Kruzifix, Inschrift: „Wenn Jemand mir nachfolgen will verleugne er sich selbst nehme sein Kreuz auf sich und folge mir nach“ (vgl. Mt 16,24 ) und vermutlich „Matthäus“, Signatur „C. Baumerich Mülh. a. Rh.“ | 1900                                                          | 24.10.1983       | 34              |
| weitere Bilder              | Mehrflügelige Hofanlage u. 4-flügelige Hofanlage | Grimberg Grimberg 556+557                                                       | | Anfang 19. Jahrhundert                                        | 26.10.1983       | 35              |
| weitere Bilder              | Altenberger Dom                                  | Altenberg Eugen-Heinen-Platz 4 Karte                                            | | 1259–1379                                                     | 26.10.1983       | 36              |
| 2-geschossiges Fachwerkhaus | 2-geschossiges Fachwerkhaus                      | Glöbusch Schlinghofener Str. 39/41 Karte                                        | |                                                               | 12.01.1984       | 38              |
| weitere Bilder              | 2-geschossiges Fachwerkhaus                      | Mutz Mutzbacher Talweg 10 Karte                                                 | | 18. und 19. Jahrhundert                                       | 21.02.1984       | 40              |
| BW                          | 2-geschossiges Fachwerkhaus                      | Niederscherf Scherfbachtal 1 Karte                                              | | 19. Jahrhundert                                               | 21.02.1984       | 41              |
| weitere Bilder              | Backhaus                                         | Lengsberg Lengsberg 1 Karte                                                     | | 19. Jahrhundert                                               | 21.02.1984       | 42              |
| weitere Bilder              | 2-geschossige Hofanlage                          | Selbach Selbach 1 Karte                                                         | | Anfang 19. Jahrhundert                                        | 22.02.1984       | 43              |
| weitere Bilder              | 2-geschossiges Fachwerkhaus                      | Straßerhof Straßerhof 2 Karte                                                   | | 19. Jahrhundert                                               | 21.02.1984       | 44              |
| weitere Bilder              | Befestigte Hofanlage Amtmannscherf               | Amtmannscherf Amtmannscherf 1 Karte                                             | | 1864 ff.                                                      | 28.06.1984       | 46              |
| weitere Bilder              | Wegekreuz                                        | Odenthal Altenberger-Dom-Straße, vor Nr. 16 / An der Buchmühle, vor Nr. 3 Karte | Wegekreuz mit Kruzifix, hochrechteckiger Kreuzunterbau mit Stiftungsinschrift (teilweise zerstört) in gerahmten Feld: „ZUR EHRE DES LEIDEN JESU CHRISTI ERRICHTETEN DIE EHELEUTE PETER HÖLZER UND ANNA MARIA RRATZ [sic!] DIESES KREUZ 1820“, Gesims mit hervortretender Konsole und Mittelteil mit von reliefierten Ornamenten umgebener Muschelnische und reliefartig herausgearbeiteter Schmerzensmutter, gewölbte Abdeckhaube, Kreuzfuß mit floralem Ornament, steinerner Korpus im Hochrelief und INRI-Tafel | 1820                                                          | 16.10.1984       | 48              |
| weitere Bilder              | Ausflugslokal                                    | Altenberg Am Rösberg 2 Karte                                                    | | um 1900                                                       | 13.02.1985       | 49              |
| Wegekreuz                   | Wegekreuz                                        | Odenthal Altenberger-Dom-Straße / Bergisch-Gladbacher-Straße Karte              | | 1879                                                          | 11.02.1985       | 50              |
| weitere Bilder              | Wegekreuz Wirtsspezard                           | Scheuren Scheurener Straße / Wirtsspezard Karte                                 | | 1730                                                          | 22.04.1985       | 51              |
| weitere Bilder              | Steiner Mühle einschl. gegenüberl. Lagerhaus     | Stein Mühlenweg 2 Karte                                                         | | 18. Jahrhundert                                               | 13.08.1985       | 52              |
| weitere Bilder              | 2-geschossiges Fachwerkhaus                      | Stein Mühlenweg 5 Karte                                                         | | 18. Jahrhundert                                               | 27.05.1986       | 53              |
| weitere Bilder              | 2-geschossiges Fachwerkhaus                      | Stein Mühlenweg 1 Karte                                                         | | 18. Jahrhundert                                               | 27.05.1986       | 54              |
| weitere Bilder              | 2-geschossiges Fachwerkhaus                      | Odenthal Dorfstraße 10 Karte                                                    | | Mitte 19. Jahrhundert                                         | 28.05.1986       | 55              |
| weitere Bilder              | 2-geschossiges Fachwerkhaus                      | Blecher Hauptstraße 53 Karte                                                    | | 1850                                                          | 28.05.1986       | 56              |
| weitere Bilder              | 2-geschossiges Fachwerkhaus                      | Blecher Gartenstraße 2 Karte                                                    | | 1850                                                          | 28.05.1986       | 57              |
| weitere Bilder              | ehem. Schule                                     | Hüttchen Am Stragholzer Kreuz 13 Karte                                          | | 1869                                                          | 09.02.1988       | 58              |
| ehem. Kaplanei              | ehem. Kaplanei                                   | Odenthal Altenberger-Dom-Str. 33/35 Karte                                       | | Mitte 18. Jahrhundert                                         | 09.02.1988       | 59              |
| weitere Bilder              | Hofanlage Kochshof                               | Kochshof Groß Grimberger Weg 1 Karte                                            | | Anfang 19. Jahrhundert                                        | 29.06.1990       | 60              |
| Forsthaus Großgrimberg      | Forsthaus Großgrimberg                           | Großgrimberg Groß Grimberger Weg 50 Karte                                       | | 1936/37                                                       | 07.03.2007       | 61              |

## Hinweise und Einzelnachweise
1. Bezeichnung laut Denkmalliste der Gemeinde Steinermühle.
2. ↑  Bezeichnung laut Denkmalliste der Gemeinde Steinermühle.

- Karte mit allen Koordinaten:
- OSM |
- WikiMap